# Česká liga flag fotbalu mužů
Česká liga flag fotbalu mužů je nejvyšší soutěž ve flag fotbale, která je pořádána na území Česka. Soutěž vznikla v roce 2011 jako Mistrovství České republiky. Svou současnou podobu soutěž získala v roce 2023.

Nejúspěšnějším týmem v historii je Prague Black Panthers. Aktuálním vítězem je tým Příbram Bobcats.

## Historie vítězů soutěže
| Počet | Tým                   | Ročníky                            |
| ----- | --------------------- | ---------------------------------- |
| 6×    | Prague Black Panthers | 2011, 2012, 2013, 2014, 2016, 2017 |
| 1×    | Příbram Bobcats 1     | 2023                               |
| 1×    | Ostava Steelers       | 2015                               |

## Týmy v sezóně 2024
Zdroj:
| Tým                   | Město   |
| --------------------- | ------- |
| Příbram Bobcats 1     | Příbram |
| Příbram Bobcats 2     | Příbram |
| Prague Black Panthers | Praha   |
| Třinec Sharks         | Třinec  |
| Ostrava Steelers      | Ostrava |
| Teplice Nordians      | Teplice |
| Přerov Mammoths       | Přerov  |
| Tábor Foxes           | Tábor   |
| Nymburk Apes          | Nymburk |